# Sitio de Corfú (1798-1799)
El Sitio de Corfú (noviembre de 1798 – marzo de 1799) fue una operación militar conjunta de las flotas rusa y turca contra las tropas francesas ocupantes de la isla de Corfú.

## Antecedentes

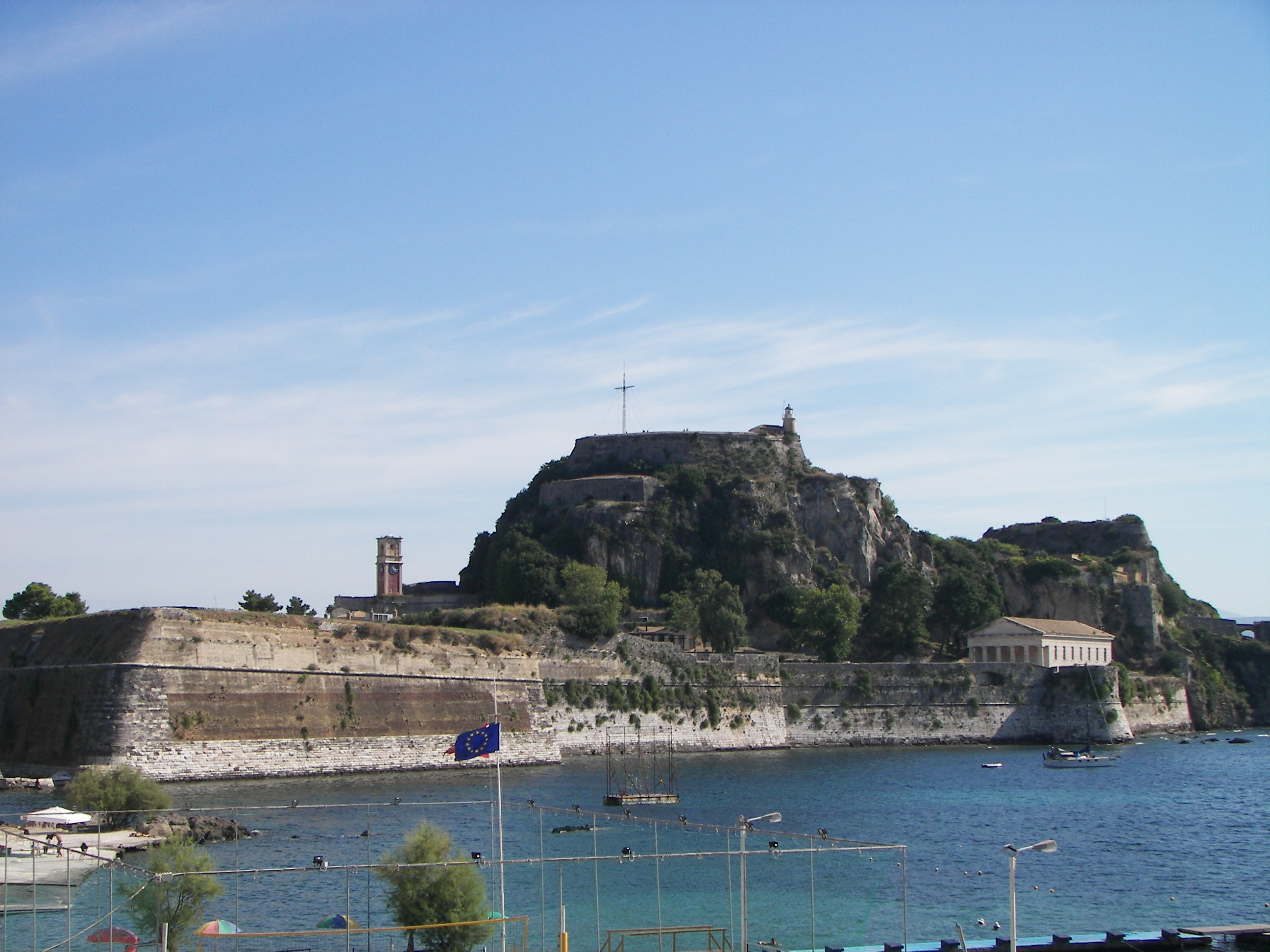
Antigua ciudadela (Palaio Frourio)

De acuerdo con el Tratado de Campo Formio (noviembre de 1797) y tras la disolución de la República de Venecia, las Islas Jónicas fueron cedidas a la República francesa, que ocupó Corfú.
En 1798 el almirante Fyodor Ushakov fue enviado al Mediterráneo al mando de un escuadrón ruso-turco para apoyar la expedición en Italia y Suiza del general Alexander Suvorov. Una de las principales misiones asignadas al escuadrón era liberar las islas jónicas de la ocupación francesa, dada su importancia estratégica. En octubre de 1798, las tropas francesas fueron expulsadas de Cythera, Zakynthos, Cephalonia y Lefkada. Quedaba por liberar Corfú, la mayor isla del archipiélago y la que estaba  mejor fortificada.

## La guarnición de la isla

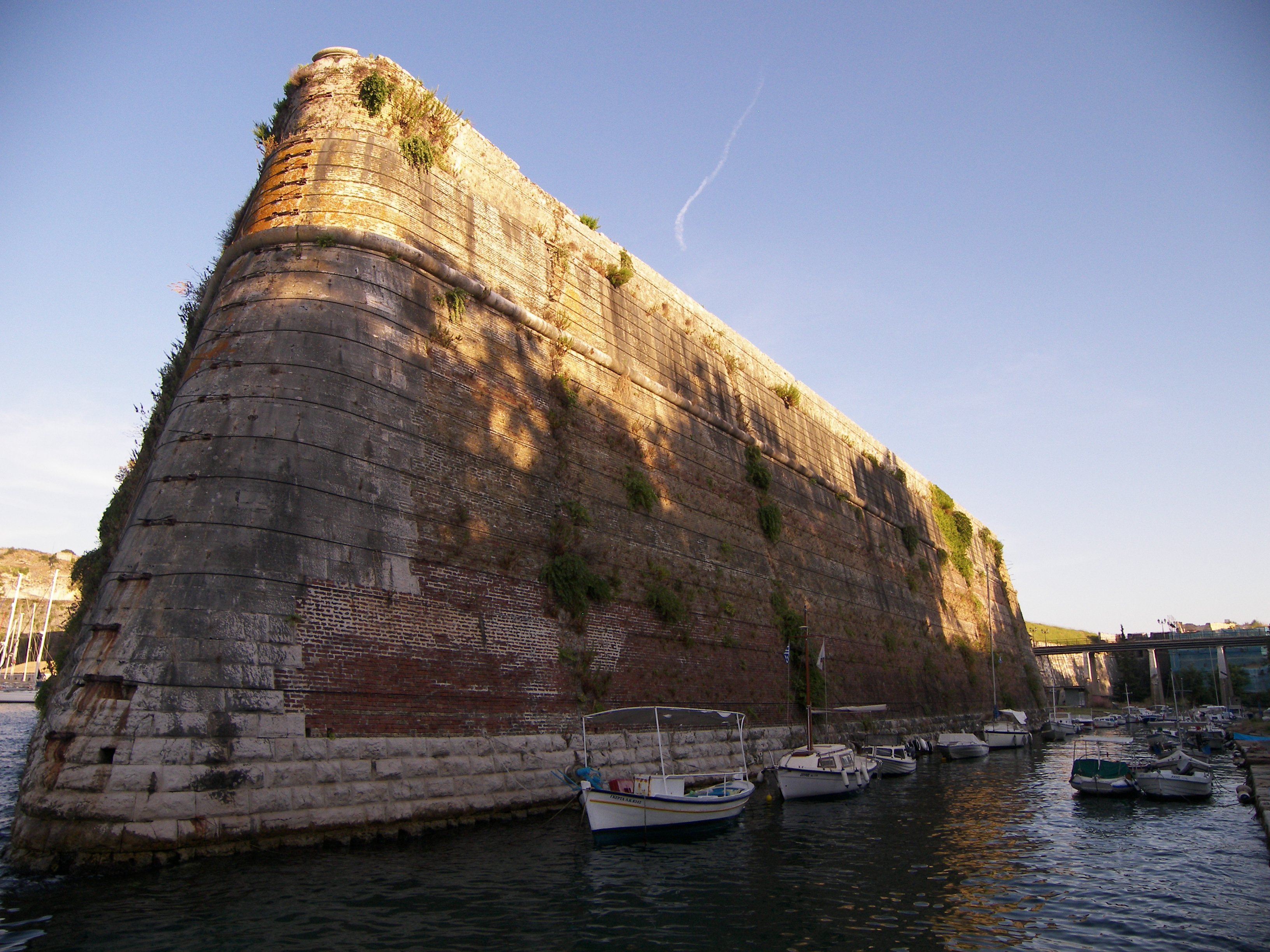
Foso del Palaio Frourio

La ciudad de Corfú está situada en la costa oriental en la parte central de la isla, entre dos fuertes:
- La "antigua ciudadela" de origen medieval(Palaio Frourio), en la punta oriental de la ciudad, separada de la misma a través de un foso artificial;
- La "nueva ciudadela" (Neo Frourio), un enorme complejo de fortificaciones dominando la parte nororiental de la ciudad.

Una muralla unía el fuerte nuevo y el antiguo a lo largo de la costa. La ciudad también estaba cubierta por baluartes sobre los montes Abraham y Salvatore y por el fuerte intermedio de San Rocco. Por mar, la ciudad estaba protegida por la muy fortificada isla de Vido, y la isla más pequeña de Lazaretto, a dos millas de la costa, que también estaba protegida por los franceses.

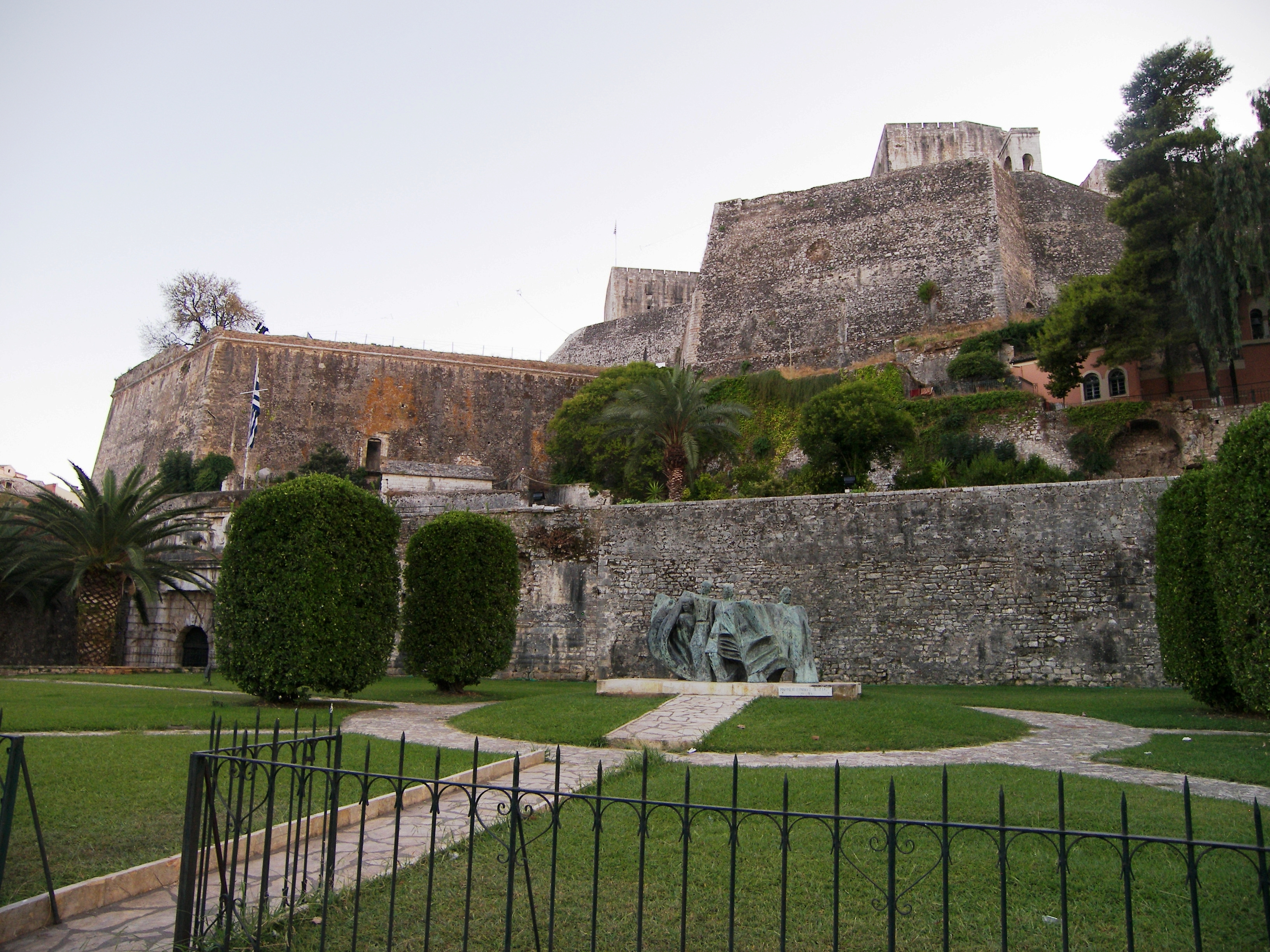
La ciudadela nueva (Neo Frourio)

Los franceses, comandados por el gobernador general Louis Chabot disponían de 3.000 soldados y 650 armas, además de 500 soldados y 5 baterías de artillería de la isla de Vido. En el puerto, contaba con una escuadra francesa con dos navíos de línea, el Généreux de 74 cañones y el Leander de 54 cañones, la fragata Brune de 32 cañones, una bombarda, un bergantín y cuatro embarcaciones auxiliares.

## El sitio de Corfú
El 4 de noviembre de 1798, el escuadrón ruso-turco de Ushakov, formado por tres buques de guerra, tres fragatas y varios barcos pequeños, comenzó el sitio de Corfú. Poco después se les unieron una escuadra turca y otra rusa bajo el mando del capitán Dmitry Senyavin. Debido a las fortificaciones de la isla y a la falta de recursos para llevar a cabo un desembarco, se decidió inicialmente esperar a recibir refuerzos turcos para llevarlo a cabo. Sin embargo, el primer día los franceses abandonaron sus fortificaciones de la isla de Lazaretto, las cuales fueron ocupadas inmediatamente por los rusos.
El 13 de noviembre, una pequeña fuerza rusa desembarcó sin oposición y tomó el pequeño puerto de Gouvia, aproximadamente a cinco millas a lo largo de la costa. Desde ese momento, los rusos comenzaron a construir baterías y a bombardear los fuertes franceses. En diciembre, se unió a la flota una nueva escuadra rusa bajo el mando de Pavel Pustoshkin. La flota contaba entonces con 12 buques de guerra, 11 fragatas y numerosas embarcaciones menores.
En la noche del 26 de enero el Généreux, con las velas pintadas en negro, y el bergantín escaparon del puerto y navegaron hasta Ancona.
En febrero, aproximadamente 4.000 soldados turcos y albanos se unen al sitio y se decide llevar a cabo el desembarco en la isla de Vido - la clave de la defensa de Corfú - utilizando artillería naval contra las baterías de la costa.

## Captura de Vido

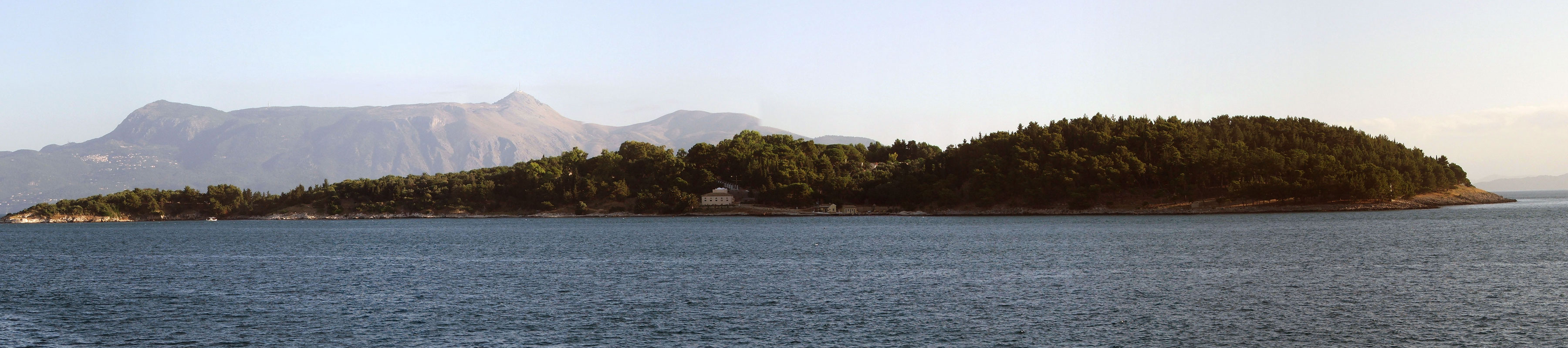
Isla de Vido

El asalto de Vido comenzó temperano la mañana del 28 de febrero de 1799. Tras cuatro horas de bombardeos con varias naves,  de cuatro horas, se había conseguido eliminar las cinco baterías de la isla. El Leander y el Brune intentaron intervenir, pero fueron dañados y se vieron obligados a retirarse a la protección de las baterías de Corfú. En ese momento, la flota aliada desembarcó unos 2.000 hombres en Vido y después de dos horas de batalla, la ciudad había sido tomada. De los 800 hombres que defendían la ciudad, 200 resultaron muertos y 400 prisioneros, incluyendo el comandante de la isla, Brigadier-General Pivron. Unos 150 hombres consiguieron nadar hasta Corfú. Las tropas rusas perdieron 31 hombres y 100 resultaron heridos. En las tropas turcas y albanas, 180 soldados resultaron muertos o heridos.

## Captura de la ciudad de Corfú
Después de la caída de Vido, la llave de Corfú estaba en manos de Ushakov. Las baterías que habían sido capturadas en la isla abrieron fuego contra los muros de la ciudad, apoyadas por las baterías costeras de los rusos y algunos barcos. Las fuerzas aliadas atacaron y capturaron los fuertes periféricos de San Rocco, Salvatore y Abraham.
El 1 de marzo Ushakov planeó el asalto a los fuertes principales, pero esa misma mañana los franceses enviaron un emisario para solicitar un armisticio de 48 horas. El 3 de marzo se rindieron.

## Repercusiones
La rendición acordada entre los franceses y los rusos fue honorable, incluyendo una cláusula por la cual las tropas franceses debían ser transportadas a Toulon. Las naves francesas que permanecían en el puerto fueron tomadas por los aliados, incluyendo el Leander que había sido capturado en su día a la Royal Navy el 18 de agosto de 1798; los rusos lo devolvieron a los británicos.
El almirante Ushakov fue condecorado por el zar Pablo con la estrella del orden de San Aleksandr Nevsky y por el sultán otomano Selim III con un chelengk, condecoración raramente entregada a no musulmanes.
La captura de Corfú completaba la toma del poder de las islas jónicas por la alianza ruso-turca, algo de gran importancia militar y política. Las islas se convirtieron en la República de las Siete Islas, un protectorado temporal de Rusia y Turquía, y durante varios años Corfú sirvió como base para la flota rusa en el Mediterráneo. La flota de Ushakov continuó con el apoyo del ataque alidado, esta vez en la República napolitana.